# Список дипломатичних місій Болгарії

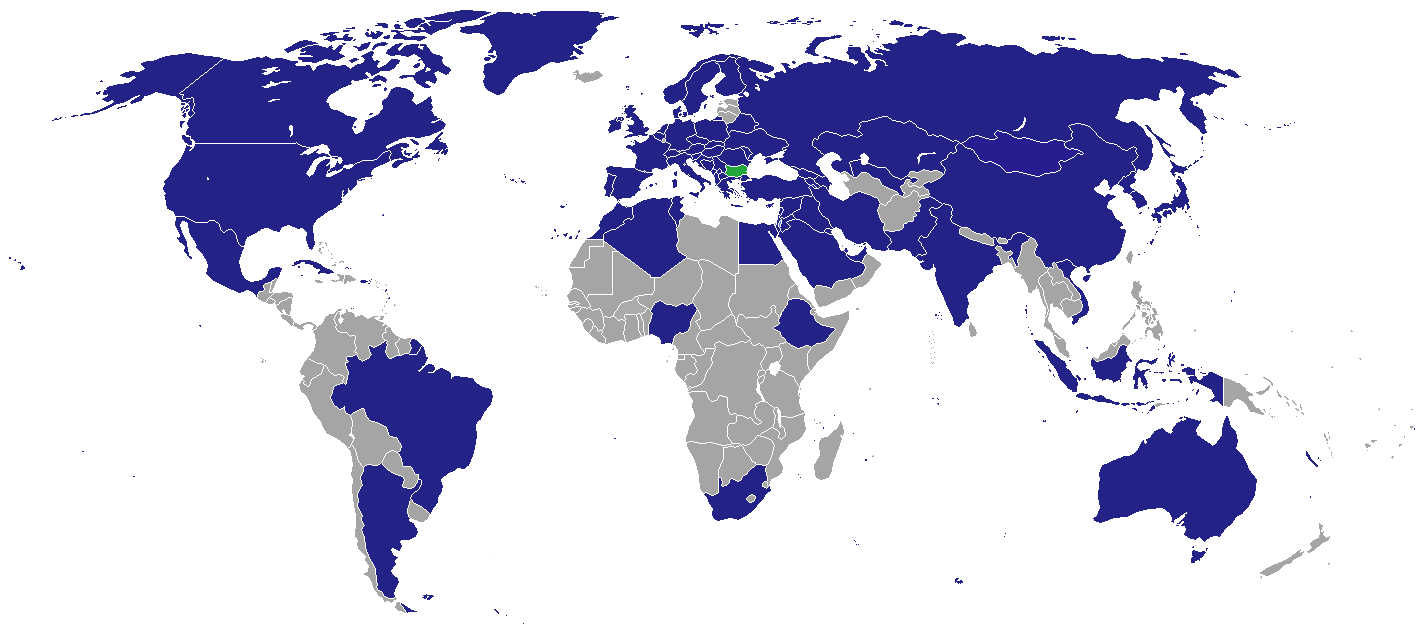
Список дипломатичних місій Болгарії

Список дипломатичних місій Болгарії — перелік дипломатичних місій (посольств) і генеральних консульств Болгарії в країнах світу.

## Африка
- Алжир
  - Алжир (посольство)
- Єгипет
  - Каїр (посольство)
- Ефіопія
  - Addis Ababa (посольство)
- Лівія
  - Триполі (посольство)
- Марокко
  - Рабат (посольство)
- Нігерія
  - Абуджа (посольство)
- ПАР
  - Преторія (посольство)
- Туніс
  - Туніс (посольство)

## Америка
- Аргентина
  - Буенос-Айрес (посольство)
- Бразилія
  - Бразиліа (посольство)
- Канада
  - Оттава (посольство)
  - Торонто (генеральне консульство)
- Куба
  - Гавана (посольство)
- Мексика
  - Мехіко (посольство)
- США
  - Вашингтон (посольство)
  - Чикаго (генеральне консульство)
  - Лос-Анджелес (генеральне консульство)
  - Нью-Йорк (генеральне консульство)

## Азія
- Афганістан
  - Кабул (посольство)
- Вірменія
  - Єреван (посольство)
- Азербайджан
  - Баку (посольство)
- Північна Корея
  - Пномпень (посольство)
- КНР
  - Пекін (посольство)
  - Шанхай (генеральне консульство)
- Грузія
  - Тбілісі (посольство)
- Індія
  - Нью-Делі (посольство)
- Індонезія
  - Джакарта (посольство)
- Іран
  - Тегеран (посольство)
- Ірак
  - Багдад (посольство)
- Ізраїль
  - Тель-Авів (посольство)
- Японія
  - Токіо (посольство)
- Йорданія
  - Амман (посольство)
- Казахстан
  - Астана (посольство)
- Північна Корея
  - Пхеньян (посольство)
- Південна Корея
  - Сеул (посольство)
- Кувейт
  - Ель-Кувейт (посольство)
- Ліван
  - Бейрут (посольство)
- Монголія
  - Улан-Батор (посольство)
- Пакистан
  - Ісламабад (посольство)
- Палестина
  - Рамалла (бюро)
- Катар
  - Doha (посольство)
- Туреччина
  - Анкара (посольство)
  - Едірне (генеральне консульство)
  - Istanbul (генеральне консульство)
  - Бурса (консульство)
- ОАЕ
  - Дубай (генеральне консульство)
- Узбекистан
  - Ташкент (посольство)
- В'єтнам
  - Ханой (посольство)
- Ємен
  - Санаа (посольство)

## Європа
- Албанія
  - Тирана (посольство)
- Австрія
  - Відень (посольство)
- Білорусь
  - Мінськ (посольство)
- Бельгія
  - Брюссель (посольство)
- Боснія і Герцеговина
  - Сараєво (посольство)
- Хорватія
  - Загреб (посольство)
- Кіпр
  - Нікосія (посольство)
- Чехія
  - Прага (посольство)
- Данія
  - Копенгаген (посольство)
- Фінляндія
  - Гельсінкі (посольство)
- Франція
  - Париж (посольство)
- Німеччина
  - Берлін (посольство)
  - Мюнхен (генеральне консульство)
  - Франкфурт-на-Майні (Consulate)
- Греція
  - Афіни (посольство)
  - Салоніки (генеральне консульство)
- Ватикан
  - Ватикан (посольство)
- Угорщина
  - Будапешт (посольство)
- Ірландія
  - Дублін (посольство)
- Італія
  - Rome (посольство)
- Косово
  - Приштина (посольство)
- Північна Македонія
  - Скоп'є (посольство)
  - Бітола (генеральне консульство)
- Молдова
  - Кишинів
- Чорногорія
  - Подгориця (посольство)
- Нідерланди
  - Гаага (посольство)
- Норвегія
  - Осло (посольство)
- Польща
  - Варшава (посольство)
- Португалія
  - Лісабон (посольство)
- Румунія
  - Бухарест (посольство)
- Росія
  - Москва (посольство)
  - Петербург (генеральне консульство)
- Сербія
  - Белград (посольство)
  - Ніш (генеральне консульство)
- Словаччина
  - Братислава (посольство)
- Словенія
  - Любляна (посольство)
- Іспанія
  - Мадрид (посольство)
  - Валенсія (генеральне консульство)
- Швеція
  - Стокгольм (посольство)
- Швейцарія
  - Берн (посольство)
- Україна
  - Київ (посольство)
  - Одеса (генеральне консульство)
- Велика Британія
  - Лондон (посольство)

## Океанія
- Австралія
  - Канберра (посольство)

## Міжнародні організації
- Брюссель (постійне представництво Європейському Союзі і НАТО)
- Женева (постійне представництво Організації Об'єднаних Націй і міжнародних організаціях)
- Нью-Йорк (постійне представництво в Організації Об'єднаних Націй)
- Париж (постійне представництво ЮНЕСКО і ОЕСР)
- Страсбург (постійне представництво в Раді Європи)
- Відень (постійне представництво ОБСЄ)